# Refinería de petróleo Tüpraş Kırıkkale
Refinería de petróleo Tüpraş Kırıkkale (en turco: Tüpraş Kırıkkale Rafinerisi) es una refinería de petróleo en Kırıkkale, Turquía central. Es propiedad y está operado por Tüpraş.
La refinería está ubicada en la orilla oeste del río Kızılırmak en el municipio de Hacılar a unos 15 kilómetros (9,3 mi) al sur de Kırıkkale y alrededor de 80 kilómetros (50 mi) al sureste de Ankara, en el centro de Turquía. La refinería está construida en un terreno de 2,134,000 m2   en una propiedad de más de 815 ha (2.010 acres).
La refinería comenzó a funcionar en 1986. Es la refinería de petróleo más nueva y la tercera más grande de Turquía. Con su capacidad anual de refinación de crudo de alrededor de 5,0 millones de toneladas, es una refinería de tamaño medio en términos de estándares mediterráneos.  Luego de su construcción inicial, la refinería fue ampliada agregando las unidades de hidrocraqueo, isomerización, desulfuración de combustible diésel y reformado de regeneración continua de catalizadores (CCR). El petróleo crudo se suministra desde la terminal petrolera Botaş Ceyhan mediante el oleoducto Ceyhan-Kırıkkale. La instalación tiene un índice de complejidad de Nelson de 6,32. Su capacidad de almacenamiento es de 1,41 millones de toneladas. Posee la mayor capacidad de llenado de camiones cisterna del país. 865 personas están empleadas en la instalación. La refinería sirve a los mercados regionales de la provincia de Ankara, Anatolia Central, las regiones del este del Mediterráneo y el este del Mar Negro. En 2015 se procesaron un total de 3,05 millones de toneladas de productos petrolíferos diversos, como gas licuado de petróleo (GLP), gasolina, turbosina (ATF), gasóleo, base asfáltica.